# Фердинандо II Медичи
Фердинанд (Фердинандо, Фернандо) II Медичи (итал. Ferdinando (Fernando) II de' Medici; 14 июля 1610 — 23 мая 1670) — великий герцог Тосканский из дома Медичи, период правления: 1621—1670 годы. Сын Козимо II Медичи от эрцгерцогини Марии Магдалины Австрийской (1589—1631).
Фердинандо унаследовал тосканский трон после смерти отца в 1621 году, однако ввиду его юного возраста первые 7 лет страной правила его мать.
Отмечен в истории покровительством науке и искусствам, в частности, он активно защищал Галилея во время церковного суда над ним.

## Биография
Он родился как старший сын (второй ребёнок) великого князя Тосканского, Козимо II Медичи и его жены великой княжны Марии Магдалины. Взошёл на трон после смерти отца 28 февраля 1621 года. До 1628 года обязанности коллективного регента исполняли его мать и бабушка, великая герцогиня тосканская Кристина Лотарингская. 26 сентября 1633 года Фердинандо женился на Виттории Делла Ровере. У пары было двое сыновей (ещё двое умерли во младенчестве). После его смерти на престол взошел его сын Козимо III Медичи.
Первоначально его правление оставалось под влиянием его матери и бабушки. Постепенно он стал более самостоятельным, и его значительным достижением стало сокращение расходов на герцогский двор. Он предпринял различные меры, чтобы предотвратить распространение эпидемии чумы, которая охватила Тоскану в 1630 году и которая, тем не менее, убила 10 % населения в то время. Эти действия принесли ему большую популярность, потому что, он и его братья предоставляли личные ссуды населению. Объединение его и его братьев является одним из основных признаков его правления. Он не был вовлечен во внешнюю политику до 1643 года, когда он вступил в неудачную войну за графство Кастро, чтобы предотвратить расширение папских государств. Фердинандо немного расширил Тоскану, скупив наследие двух небольших соседних графств (1633 — Санта — Фиора, 1649-Понтремоли). При его правлении первые признаки упадка тосканской экономики были в основном вызваны чумой и затратами во время войны Кастро.

## Семья
В 1633 году женился на Виттории делла Ровере, которая родила ему четверых сыновей, двое из которых умерли во младенчестве.

## Награды
- — Орден Святого Стефана Папы и Мученика.
- — Мальтийский орден.